# Martin Stránský
Martin Stránský (* 11. února 1970 Jihlava) je český herec. Žije v Plzni.

## Divadlo
Na divadelních prknech stanul poprvé v roce 1983, sezónu 1988/1989 strávil v Jihlavském divadle jako elév. DAMU absolvoval v roce 1993 rolí Laca v inscenaci Její pastorkyňa. Od září 1993 byl ve stálém angažmá v Divadle Josefa Kajetána Tyla v Plzni. V roce 2007 obdržel Cenu Vendelína Budila za roli Eddieho v inscenaci Pohled z mostu, za tutéž roli se ocitl v širší nominaci na Cenu Thálie 2007. V roce 2004 hostoval v Národním divadle v Brně v divadelní hře podle románu Christophera Hamptona Nebezpečné vztahy – Valmont. Ve stejném roce účinkoval v komponovaném pořadu Martina Hilského Blázni, milenci a básníci, který byl uveden v rámci Letních shakespearovských slavností na Pražském hradě. V roce 2008 se na Letních shakespearovských slavnostech představil jako Jago v Othellovi.

### Horácké divadlo Jihlava
- Alfréd – Jak vyloupit banku (1983)
- chlapec – Noc pastýřů (1983)
- blonďák – Možná je na střeše kůň (1983)
- 2. chlapec – Zapeklitá komedie aneb Kdosi brousí nad Paďousy (1983)
- Muška – Gaudeamus Igitur (1988)
- Matěj – Strakonický dudák (1988)
- drožkář, Pan Bauchon – Jeptiška (1988)
- Lichotil – Potopa světa (1989)
- Lodovico – Othello (1989)
- druhý královský rada, neznámý princ, halapartník – Rozum a štěstí (1989)

### Divadlo Josefa Kajetána Tyla v Plzni
- Rytíř Hans z Wittensteinu – Ondina (1993)
- Jean, číšník – Jakub a jeho pán (1994)
- MUDr. Lyman Sanderson – Harvey (1994)
- Franci – Periferie (1994)
- Robin – S tvojí dcerou ne (1994)
- Cassio – Othello (1995)
- John Buchanan – Výstřednosti slavíka (1995)
- Sean, německý voják – Nejlepší den (1995)
- Gene de Vries – Peklo v hotelu Westminster (1995)
- Paolo – Pan Hamilkar (1995)
- Francek – Maryša (1996)
- Mariano, úslužný mládenec – Otcové se rodí ve skříních (1996)
- Theobald – Vraždy a něžnosti (1996)
- Žvanikin – Ženitba (1997)
- Sebastian – Večer tříkrálový (1997)
- Nazaire Rimbaud – Maraton (1997)
- Lou Tanner – Drobečky z perníku (1997)
- Leonardo – Krvavá svatba (1997)
- Mike – Mámení mysli (1998)
- Antonín – Paličova dcera (1998)
- Jaša, sluha – Višňový sad (1998)
- Garry Lejeune – Bez roucha (1998)
- Sluha – Holka nebo kluk (1998)
- Georges Duroy – Miláček (1998)
- Meslis – Spor aneb Dotyky a spojení (1999)
- manžel, Zachanassianov – Návštěva staré dámy (1999)
- Leblanc – Trouba na večeři (1999)
- Kouzelník Arnoštek – Rozmarné léto (1999)
- William Catesby – Richard III. (1999)
- Nick Arnstein – Funny Girl (2000)
- Vlkodlak André – Vlkodlak (2000)
- Corignon – Dáma od Maxima (2000)
- Zanni, sluha – Tři v tom (2000)
- estébák, Pasák, Šerif – Nuly (2000)
- Bolkonskij – Ještě jednou, profesore (2001)
- Biff – Smrt obchodního cestujícího (2001)
- princ Filip – Yvonna, princezna burgundánská (2001)
- Bejby – Šakalí léta (2001)
- Laertes – Hamlet (2001)
- Chance Wayne – Sladké ptáče mládí (2002)
- Maxim Gorkij – Čechov na Jaltě (2002)
- Jim – Hra vášní (2002)
- Míťa – Bratři Karamazovi (2002)
- Petr – Příběhy obyčejného šílenství (2003)
- Jamie – Cesta dlouhým dnem do noci (2003)
- Mánek Mešjaný – Gazdina roba (2004)
- Viktor – Arthurovo bolero (2004)
- Gerry – Urvi to! (2004)
- Edmund – Král Lear (2004)
- Padraic – Poručík z Inishmoru (2005)
- Algernon Moncrieff – Jak je důležité míti Filipa (2005)
- Hjalmar Ekdal – Divoká kachna (2005)
- zabiják Joe Cooper – Zabiják Joe (2006)
- vévoda de Guise – Královna Margot (2006)
- On – Návraty hříšníka (2006)
- Ligniere – Cyrano z Bergeracu (2006)
- hlas mafiána – Celebrity s.r.o. (2007)
- JUDr. Hudec – Třetí zvonění (2007)
- Eddie – Pohled z mostu (2007)
- lékař Astrov – Strýček Váňa (2007)
- hlas Andreje Drozda – Čachtická paní (2008)
- Ken Gorman – Řeči (2008)
- Petruccio – Zkrocení zlé ženy (2008)
- Russ Rigel – Jako naprostý šílenci (2008)
- Merkucio – Romeo a Julie (2009)
- Radim – Ve státním zájmu (2009)
- mlynář – Lucerna (2009)
- Kreon – Antigona (2019)
- Jackie Elliot – Billy Elliot (2019)

### Národní divadlo v Brně
- Valmont – Nebezpečné vztahy (2004)

### Letní Shakespearovské slavnosti v Praze
- Jago – Othello (2008)

### Divadlo pod Palmovkou v Praze
- James Hepburn – Bothwell – Ať žije královna! (2007)
- Randle Patrik McMurphy – Přelet nad kukaččím hnízdem (2008)
- Cyrano – Cyrano z Bergeracu (2009)
- Stanley – Tramvaj do stanice Touha (2012)
- Bertie – Králova řeč (2013)

## Film a televize
V roce 1993 si zahrál prince v pohádce Anička s lískovými oříšky (rež. Aleš V. Horal), zásadní roli měl i ve filmu Nikdo neměl diabetes (rež. Ivan Pokorný). Ve filmu Roberta Sedláčka Pravidla lži ztvárnil postavu Zdeňka – jednoho z terapeutů v komunitě pro drogově závislé. Pod režijním vedením Dušana Kleina se představil ve filmech Devatenáct klavírů a Hrobník. V roce 2009 si v pohádce Peklo s princeznou zahrál dvojroli - krále pekel Lucifera a kováře Jíru. Pod vedením režiséra Juraje Herze účinkoval ve filmu Habermannův mlýn. Mezi jeho nejznámější role patří postava MUDr. Oty Kováře v seriálu Ordinace v růžové zahradě 2 nebo v jeho spin-offu Doktoři z Počátků.

## Dabing
Od roku 1994 se intenzivně věnuje dabingu. Propůjčil hlas desítkám postav, mimo jiné hlavnímu hrdinovi seriálu MacGyver, Stevu Irwinovi (Lovci krokodýlů), postavě Carlose Solise ze seriálu Zoufalé manželky , postavě Seeleyho Bootha v seriálu Sběratelé kostí, postavě Bendera ze seriálu Futurama, Daryla Dixona ze slavného seriálu Živí mrtví (The Walking Dead), kde postavu ztvárnil Norman Reedus. Nadaboval také zabijáka Altaira v prvním díle Assassin’s Creed, Prince Arthase z PC hry WarCraft III. Za dabing Hugha Laurieho v seriálu Dr. House obdržel v roce 2011 prestižní dabingové ocenění – Cenu Františka Filipovského.

## Rozhlas
Pro rozhlas pracuje od roku 1993. Namluvil slavnostní znělky při příležitosti 85. výročí Českého rozhlasu, účinkuje v mnoha rozhlasových hrách, např.: Vojcek Georga Büchnera, Plešatá zpěvačka Eugèna Ionesca, Hlasy Marcela Kabáta. Za četbu vzpomínek Maxe Kopfa Odpusťte, že žiju byl nominován na cenu Neviditelný herec 2002/2003.

## Audioknihy
- Terry Hayes - Já, Poutník (2018), vydala Euromedia Group
- Peter Swanson – Na zabití (2016), hlas detektiva Kimbala, vydala Audiotéka
- Jonas Jonasson – Stoletý stařík, který vylezl z okna a zmizel (2012), vydal Panteon
- Jonas Jonasson – Zabiják Anders a jeho přátelé (a sem tam nepřítel) (2016)
- Christopher Paolini – Odkaz dračích jezdců
- Walter Isaacson – Steve Jobs
- Stieg Larsson – Muži, kteří nenávidí ženy
- Dan Simmons – Terror (2018), kapitán Francis Crozier, vydal OneHotBook
- Neztraťte motivaci v době blahobytu – vydala Audiotéka 2018
- Code 93 – vydala Audiotéka 2019
- Gobi – Poušť v mé duši, vydala Audiotéka 2019
- Návrat do Valbone, Audiotéka 2019
- Teritoria, Audiotéka 2020
- Legie, série audio knih, František Kotleta a Kristýna Sněgoňová, vydala Audiotéka 2020 - 2024
- Aleš Rozehnal - Kdo rozváže pás Orionu (Tembr 2021)

## Rodina
Otcem Martina Stránského byl herec a bývalý ředitel Horáckého divadla v Jihlavě Miloš Stránský (1938–2023).